# Nižná Olšava, Stropkov
Nižná Olšava este o comună slovacă, aflată în districtul Stropkov din regiunea Prešov. Localitatea se află la altitudinea de 175 m deasupra n.m., se întinde pe o suprafață de 11,4 km2 și în 2017 număra 431 de locuitori.

## Istoric
Localitatea Nižná Olšava este atestată documentar din 1390.

## Demografie
| An:                | 1994 | 2004   | 2014   | 2024   |
| ------------------ | ---- | ------ | ------ | ------ |
| Număr de persoane: | 387  | 397    | 429    | 431    |
| Diferență:         |      | +2,58% | +8,06% | +0,46% |

| An:                | 2023 | 2024   |
| ------------------ | ---- | ------ |
| Număr de persoane: | 425  | 431    |
| Diferență:         |      | +1,41% |